# Slag bij Brouwershaven (1426)
De Slag bij Brouwershaven vond plaats op 13 januari 1426 tijdens de Hoekse en Kabeljauwse twisten bij Brouwershaven, Zeeland.

## Achtergrond
De slag had als inzet controle te krijgen in Holland en Zeeland. Jacoba van Beieren, die de Hoekse partij achter zich had staan, vond steun bij de baronnen in Zeeland en haar derde man Humphrey van Gloucester, die een Engelse vloot had gestuurd. Haar tegenstanders de Kabeljauwen, die merendeels bestonden uit boeren en burgers, waren strategisch gezien minder sterk, maar wel in de meerderheid. Nu stond echter Jacoba's tweede man Jan IV van Brabant hun terzijde en deze betrok ook haar neef, de machtige Filips de Goede, hertog van Bourgondië in deze strijd.

## Slag
Uit Engeland vertrok, onder commando van Walter Fitzwalter, een vloot van 40 schepen, bemand met circa 500 boogschutters en 1200 ruiters en manschappen. In Zeeland zouden ze ondersteund worden door nog eens 1500 Zeeuwen.
De hertog van Bourgondië zag zelf toe op het rekruteren van soldaten. Zo liet hij uit Dordrecht, Delft en Den Haag de beste mannen overkomen naar Schiedam, waar ze ingescheept werden. De Zeeuwse strijdkrachten lieten hun tegenstanders ongehinderd landen, mogelijk hopend op een Azincourtachtige triomf met hulp van de Engelse vloot. Toen de Engelse troepen eenmaal arriveerden, werden die met Arbalast kruisbogen beschoten door de milities. Dit leek enig effect te hebben, maar de gedisciplineerde Engelse boogschutters beantwoordden dit met hun langbooggeschut waardoor de tegenstander even gedesoriënteerd leek. De goed bewapende Bourgondiërs besloten over te gaan op een man-tegen-mangevecht met de Engelse strijdkrachten.
Ook al was Filips in volle wapenrusting aanwezig bij de slag, hij liet de leiding van de aanvallen aan Jean de Villiers de L'Isle-Adam. Deze leidde flankaanvallen op Engelse piketsoldaten, en had daarbij de beschikking over 1500 Bourgondische en Vlaamse soldaten. De Hollandse steden Dordrecht, Delft en Haarlem waren alle schatplichtig en leverden 100 man per stad. De stad Dordrecht zou doorslaggevend zijn geweest in de overwinning.
Door de venijnige aanval konden de Engelse strijders en boogschutters niet standhouden en zij trokken zich terug achter een nabijgelegen dijk waar ze werden ingesloten en afgeslacht. Volgens overlevering werden er zeker drieduizend man om het leven gebracht, onder wie een aantal Zeeuwse edelen. Fitzwalter wist nog met een kleine overgebleven vloot te ontsnappen en terug te keren naar Engeland. Er werden 200 Engelsen gevangengenomen.

## Nasleep
Het verlies was een groot drama voor Jacoba's zaak. Hertog Humphrey had constant politieke conflicten thuis in Engeland waardoor nieuwe steun uitbleef. Ook knoopte Humphrey een relatie aan met Eleonora Cobham, een vroegere hofdame van Jacoba.
De burggraaf van Zeeland, Floris III van Haamstede werd opgepakt en in Brielle gevangengezet. Zijn rechterhand Johan van Renesse en zijn neef Raas van Haamstede werden gedood tijdens de slag. Aan andere zijde deed zelfs Filips de Goede mee aan de strijd en deze moest dit bijna met de dood bekopen. Aan zijn zijde viel alleen de dood van Jacob van Borselen te betreuren. Enkele maanden later ontstond de Kennemer opstand waardoor Jacoba steun bij hen zocht en het beleg van Haarlem begon. Filips was op dat moment bezig een organisatie op touw te zetten in Zeeland en liet zich pas in september gelden bij de Slag bij Hoorn.
In 1428 wordt het huwelijk tussen Jacoba en Humphrey geannuleerd, en de laatste trouwt later met Eleanor. Hierdoor kon Jacoba de Bourgondiërs niet meer afstoppen en na het beleg van Gouda, verzoende ze zich dan ook met Filips de Goede in de Zoen van Delft.